# Heinkel He 50
«Гейнкель» He 50 (нім. Heinkel He 50) — німецький одномоторний морський розвідник та пікіруючий бомбардувальник, розроблений компанією Ernst Heinkel Flugzeugwerke на початку 1930-х років. Хоча не будувався у великій кількості, літак служив у Другій світовій війні.
He 50 спочатку був розроблений на початку 1930-х років на замовлення Імперського флоту Японії. Проєкт видався вдалим і став основою для Aichi D1A. Літак став відомий своїми відмінними льотними характеристиками, зокрема короткою дистанцією зльоту. He 50 швидко привернув увагу місцевих чиновників, що сприяло тому, що він був прийнятий на озброєння новосформованого Люфтваффе.

## Історія
1931 року ВМС Японії замовили Heinkel виробництво двомісного пікіруючого бомбардувальника, здатного нести 250 кг бомб, навантажених для катапультування, і здатних використовувати колісні або плаваючі шасі. Літак, отриманий в результаті, був подальшим розвитком попередніх бойових літаків часів Першої світової війни, а також включав різні вдосконалення та інновації, щоб задовольнити мінливі очікування, а також останні досягнення в аеронавігаційній галузі.
Влітку 1931 року був завершений перший прототип Heinkel He 50aW. За загальною конфігурацією це був біплан змішаної конструкції, оснащений двома поплавками і одним рядним двигуном Junkers L5. Льотні випробування показали, що цей двигун мав недостатню потужність. Був побудований другий прототип, He 50aL; він приводився в дію радіальним двигуном Siemens Jupiter VI і мав колісну ходову частину. Також був виготовлений другий He 50aL, який пізніше отримав назву He 50b. На основі He 50b для ВМС Японії був створений третій прототип під назвою Heinkel He 66; він був використаний як основа Aichi D1A.
He 50aL був перейменований як He 50 V1 і продемонстрований Міністерству оборони Німеччини в 1932 році. Це призвело до замовлення трьох дослідницьких літаків та серійну партію з 60 літаків He 50A-1, які були побудовані влітку 1933 року. Республіка Китай розмістила замовлення на 12 He 50A, але модифікованих з додаванням капота двигуна та позначенням He 66b. Ці літаки були конфісковані Люфтваффе та перейменовані як He 50B. У 1935 році He 50 був доставлений першому підрозділу пікіруючих бомбардувальників Люфтваффе, а пізніше частково оснастив дев'ять інших підрозділів пікіруючих бомбардувальників. He 50, однак, поступово замінювали Henschel Hs 123 і Junkers Ju 87, після чого He 50 були передані в підрозділи підготовки пілотів пікіруючих бомбардувальників.
Навесні 1943 року, після успіху загонів радянських ВПС «Нічні відьми» проти фронтових таборів сухопутних військ вермахту під час польотів на біпланах По-2 у нічних рейдах, уцілілих He 50 було зібрано з льотних шкіл і доставлено до підрозділів, що виконували функції нічних штурмових ударів і діяли на Східному фронті. He 50 використовувався для нічних бойових вильотів на Східному фронті до жовтня 1944 року, коли підрозділи були розформовані.

## Модифікації

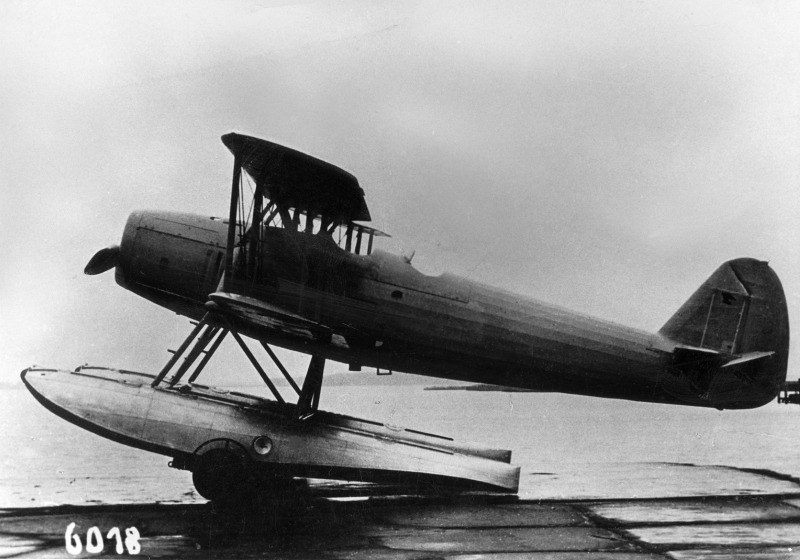
Прототип літака Heinkel He 50a з двигуном Junkers L5

- He 50aW — перший прототип літака у конфігурації гідролітака, оснащений рядним двигуном Junkers L5 потужністю 291 кВт (390 к.с.), сильно пошкоджений унаслідок вимушеної посадки
- He 50aL — другий прототип як наземний літак, оснащений радіальним двигуном Siemens Jupiter VI потужністю 365 кВт (490 к.с.).
- He 50b — третій прототип, позначений як He 66 для експорту в Японію, ще три додаткові для тестування в Німеччині, оснащені радіальним двигуном Bramo 322B потужністю 373 кВт (600 к.с.)
- He 50A — пікіруючий бомбардувальник та розвідувальна версія для Люфтваффе, побудовано 60 літаків
- He 50L — серійна модель, перероблена на He 50A, оснащених радіальним двигуном Bramo 322B потужністю 373 кВт (600 к.с.); Heinkel випустила 25 од., Bayerische Flugzeugwerke випустила 35 од.
- He 66aCh — перший прототип літака у конфігурації гідролітака, оснащений рядним двигуном Junkers L5 потужністю 291 кВт (390 к.с.), сильно пошкоджений унаслідок вимушеної посадки
- He 50aW — 12 зразків експортованих до Китаю, оснащених радіальним двигуном Siemens Jupiter VIIF потужністю 358 кВт (480 к.с.)
- He 66bCh — експортний варіант, побудований для Китаю, оснащений двигуном Bramo 322B; побудовано 12 штук, але надійшли на службу Люфтваффе як He 50B, пізніше доставлені до Гонконгу та залишалися на зберіганні з січня 1936 року до липня 1937 року, передані Пекіну для обмеженої служби під час 2-ї японо-китайської війни
- Aichi D1A1 — декілька екземплярів літаків-розвідників He 66 були побудовані Aichi в Японії
- Aichi D1A2 — модернізований варіант Aichi D1A1

## Країни-оператори
Третій Рейх
- Люфтваффе

 Іспанія
- Націоналістичні ПС Іспанії

 Республіка Китай
- Повітряні сили Китайської Республіки

 Японська імперія
- Авіація імперського флоту Японії

## Однотипні літаки за епохою, характеристиками та призначенням
| - Hawker P.V.4 - Parnall G.4/31 - Heinkel He 45 - Caproni Ca.225 - Fokker C.V - Fokker C.X | - Curtiss Falcon - Curtiss SBC Helldiver - Grumman XSBF - По-2 - Praga BH-41 - Amiot 120 | - Aichi D1A |